# تشارلي إيكيرت
تشارلي إيكيرت (بالإنجليزية: Charlie Eckert)‏ هو لاعب كرة قاعدة أمريكي، ولد في 8 أغسطس 1897 في فيلادلفيا في الولايات المتحدة، وتوفي في 22 أغسطس 1986 في Trevose, Pennsylvania ‏ في الولايات المتحدة.

## وصلات خارجية
- تشارلي إيكيرت على موقعبيزبول رفرنس.كوم (الدوري الرئيسي) (الإنجليزية)
- تشارلي إيكيرت على موقعبيزبول رفرنس.كوم (الدوري الثانوي) (الإنجليزية)